# قرار مجلس الأمن التابع للأمم المتحدة رقم 368
قرار مجلس الأمن الدولي رقم 368، أصدر في 17 نيسان /أبريل، 1975، مشيرا إلى القرارات السابقة، والنظر في تقرير الأمين العام الذي يطالب فيه الأطراف المعنية بحالة التوتر في الشرق الأوسط بالتنفيذ الفوري للقرار رقم 338. وكذلك جدد المجلس انتداب قوات الطوارئ التابعة للأمم المتحدة لفترة ثلاثة أشهر أخرى حتى 24 تموز/يوليو، 1975.